# Moszczanka-Kolonia
Moszczanka-Kolonia – kolonia wsi Moszczanka w Polsce położona w województwie opolskim, w powiecie prudnickim, w gminie Prudnik. Historycznie leży na Górnym Śląsku, na ziemi prudnickiej.
Według danych na 2016 kolonia była zamieszkana przez 90 osób.
Miejscowość została ustanowiona 1 stycznia 2006, zgodnie z rozporządzeniem z 27 grudnia 2005.
Moszczanka-Kolonia położona jest przy drodze powiatowej w kierunku północnym od pozostałej części Moszczanki. Cechuje ją jednolity układ architektoniczny zabudowy mieszkalnej, powstałej przed II wojną światową. Numeracja kolonii (1–17) jest oddzielna od reszty Moszczanki.